# 阿波川島駅
阿波川島駅（あわかわしまえき）は、徳島県吉野川市川島町川島字春日北にある、四国旅客鉄道（JR四国）徳島線の駅である。駅番号はB11。観光列車藍よしのがわトロッコを除く全列車が停車する。

## 歴史
- 1899年（明治32年）8月19日：徳島鉄道の川嶋駅（かわしまえき）として開業[1][3]。
- 1907年（明治40年）9月1日：徳島鉄道が国有化される[1]。
- 1914年（大正3年）3月25日：神後駅（じんごえき）に改称[1]。
- 1915年（大正4年）7月1日：阿波川島駅に改称[1]。
- 1983年（昭和58年）4月6日：自動券売機設置[4]。
- 1985年（昭和60年）2月1日：駅員配置駅からいったん無人化[5][6]。
- 1987年（昭和62年）4月1日：国鉄分割民営化により、JR四国の駅となる[1]。
- 1988年（昭和63年）3月：駅員を再配置し、有人駅となる[7]。
- 1991年（平成3年）10月5日：駅構内にJR四国直営のベーカリーウィリーウィンキー川島店がオープン[8]。
- 2001年（平成13年）10月1日：一部の特急列車が停車するようになる。
- 2010年（平成22年）10月1日：再び無人化[2][9]。
- 2021年（令和3年）3月13日：ダイヤ改正により、観光列車藍よしのがわトロッコを除く全特急列車が停車するようになる[10]。

## 駅構造
単式ホーム1面1線と島式ホーム1面2線、合計2面3線のホームを有する地上駅。当駅は徳島都市圏の西端となるため、折返し列車はパターンダイヤ化により朝9時台から夕方17時台まで約1時間に1本が設定されている。
木造駅舎が残るが改装されている。かつては平日午前中のみ駅員が配置されていたが、2010年10月1日に完全な無人駅となった。自動券売機が設置されている。かつては汲み取り式トイレが駅構内にあったが、現在は板で閉鎖されて使えなくなっている。
1991年から駅舎内の改札に隣接する店舗にJR四国子会社が運営するパン屋『ウィリーウィンキー』川島店が入居していたが、撤退した。

### のりば
| のりば | 路線    | 方向 | 行先               | 備考 |
| ------ | ------- | ---- | ------------------ | ---- |
| 1・3   | ■徳島線 | 上り | 鴨島・徳島方面     |      |
| 2・3   | ■徳島線 | 下り | 穴吹・阿波池田方面 |      |

主に上り（徳島方面）は1番線を、下り（穴吹・阿波池田方面）は2番線を使用する。
3番線は主に特急待避や当駅で徳島方面へ折返す普通列車が使用する。

## 利用状況
1日平均乗車人員は下記の通り。
| - 676人（1995年度） - 703人（1996年度） - 660人（1997年度） - 669人（1998年度） - 650人（1999年度） - 607人（2000年度） - 568人（2001年度） - 534人（2002年度） - 514人（2003年度） - 527人（2004年度） | - 527人（2005年度） - 559人（2006年度） - 546人（2007年度） - 571人（2008年度） - 534人（2009年度） - 530人（2010年度） - 497人（2011年度） - 489人（2012年度） - 502人（2013年度） - 490人（2014年度） |

## 駅周辺
- 川島公園
  - 川島神社
  - 川島城
  - 川島万葉植物園
- 志田宮神社
- 川島廃寺跡
- 聖地エル・カンターレ生誕館
- 川島郵便局
- 吉野川簡易裁判所
- 徳島県阿波吉野川警察署
- 徳島農政事務所地域第二課庁舎
- 吉野川市商工会川島会館
- 川島東保育所
- 川島税務署
- 徳島県川島合同庁舎
- 吉野川市立川島図書館
- 徳島県立川島中学校・高等学校
- 国道192号
- 徳島県道156号阿波川島停車場線
- 徳島県道244号山川川島線
- 吉野川

## 隣の駅
四国旅客鉄道（JR四国）
■徳島線
- 特急「剣山」停車駅

■普通
西麻植駅 (B10) - 阿波川島駅 (B11) - 学駅 (B12)